# 三柱韭
三柱韭（学名：Allium humile var. trifurcatum）为葱科葱属雪韭的变种，为中国的特有植物。分布于中国大陆的四川、云南等地，生长于海拔3,000米至4,000米的地区，见于阴湿山坡上、溪边和树丛下，目前尚未由人工引种栽培。